# Adelphi Theatre (London)

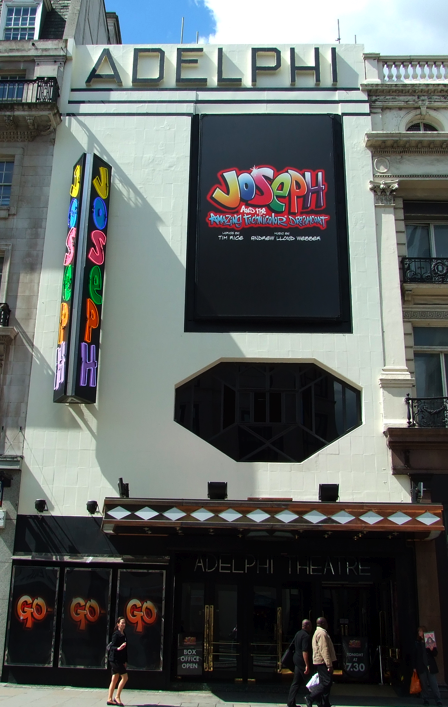
Das Adelphi Theatre 2007

Das Adelphi Theatre  am Strand im Londoner Theaterviertel West End ist heute ein Musical-Theater mit 1500 Plätzen. Es wurde 1806 eröffnet und am selben Ort dreimal neu erbaut.

## Geschichte
Das erste Theater am Ort des Adelphi hieß Sans Pareil. Es wurde von dem Kaufmann John Scott gegründet und von seiner Tochter Jane Scott geführt, die eine begabte Theaterschriftstellerin war und an die fünfzig Bühnenstücke verfasste. Nach Scotts Abgang 1819 wurde es in Adelphi Theatre umbenannt (nach den Adelphi Buildings direkt gegenüber, die dem Stadtviertel seinen Namen gaben).

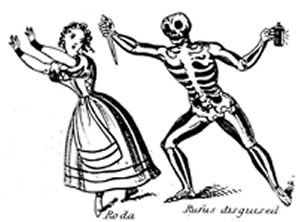
Ein „Adelphi-Screamer“ von Jane Scott, 1816

Das Adelphi war dem populären Repertoire gewidmet (das heißt: keine Tragödie und kein Ballett) und hatte eine Lizenz für Pantomimen, komische Opern und Melodramen. Die Pantomimen waren nicht stumm, sondern große Ausstattungsstücke mit viel Musik, Tanz und burlesken Scherzen. Im Zentrum stand meist eine komische Figur wie der Harlekin. Einer der wichtigsten Autoren war James Planché. Die Melodramen waren in der Regel Kriminalstücke, wie sie Pixérécourt in Paris populär gemacht hatte. Sie besaßen den Spitznamen „Adelphi Screamers“ (ungefähr: „Adelphi-Schocker“). Die Bühnenfassungen zahlreicher Erzählungen von Charles Dickens (die damals ähnlichen Stellenwert hatten wie heute die Romanverfilmungen) erlebten in diesem Theater ihre Uraufführung.
1858 wurde das Theater durch den Schauspieler, Dramaturgen und Manager Benjamin Nottingham Webster neu gebaut, besaß bereits Gasbeleuchtung und bot nun Platz für an die 2000 Zuschauer. Hier wurden nun auch die plötzlich modern gewordenen Operetten gegeben wie Jacques Offenbachs Die schöne Helena. Auch die erste Operette von Arthur Sullivan (Cox and Box, 1867) kam zur Uraufführung. 1879 wurde das Adelphi von Agostino (1841–1897) und Stefano Gatti (1848–1906) erworben, den Neffen des aus dem Schweizer Kanton Tessin eingewanderten Unternehmers Carlo Gatti.
1901 wurde das Theater in Century Theatre umbenannt. Nach wie vor widmete es sich hauptsächlich musikalischen Stücken, also Varianten der Operette, des Vaudevilles und früher Formen des Musicals. Seltener wurden Sprechstücke gegeben, in denen etwa Mrs. Patrick Campbell glänzte. Das heutige Gebäude wurde 1930 im Art-Déco-Stil erbaut und hieß wiederum Adelphi. Es wurde mit der Musical Comedy Ever Green von Richard Rodgers eröffnet.
1968 konnte das Theater zusammen mit benachbarten Häusern vor der drohenden Schließung gerettet werden. 1975 wurde Stephen Sondheims A Little Night Music aufgeführt.
1993 kaufte Andrew Lloyd Webbers Really Useful Group das Adelphi und richtete es für die Premiere von Sunset Boulevard ein. Dabei wurden Fassade und Zuschauerraum wieder an die bauliche Fassung von 1930 angenähert. 1998 wurde hier die Video-Version des Musicals Cats gedreht. Heute wird das Theater gemeinsam vom Unternehmen Lloyd Webbers und der Nederlander Organization geführt.

## Produktionen (Auswahl)
- Me and My Girl, 1985–1993
- Sunset Boulevard, 1993–1997
- Damn Yankees, 1997
- Chicago, 1997–2006
- Evita, 2006–2007
- Joseph and the Amazing Technicolor Dreamcoat, 2007–2009
- Love Never Dies, 2010–2011
- Sweeney Todd – The Demon Barber of Fleet Street, 2012
- The Bodyguard, 2012–2014
- Made in Dagenham, 2014–2015
- Kinky Boots, 2015–2019
- Back to the Future: The Musical, seit 2021